# Gospić
Gospić (tyska: Gospitsch) är en stad i regionen Lika i Kroatien. Staden är administrativt centrum i Lika-Senjs län och har 12 383 invånare (2001). Staden har gått under namnet Gospić sedan 1604 och namnet kommer troligen från det kroatiska ordet Gospa som betecknar Jungfru Maria. 

## Utbildning
I staden ligger lärarfakulteten som är en del av Rijekas universitet.

## Kommunikationer
Vid Gospić finns anslutningsväg till motorvägen A1 som i nordlig riktning leder mot huvudstaden Zagreb och i sydlig riktning mot Zadar, Šibenik, Split och Dubrovnik.

## Galleri

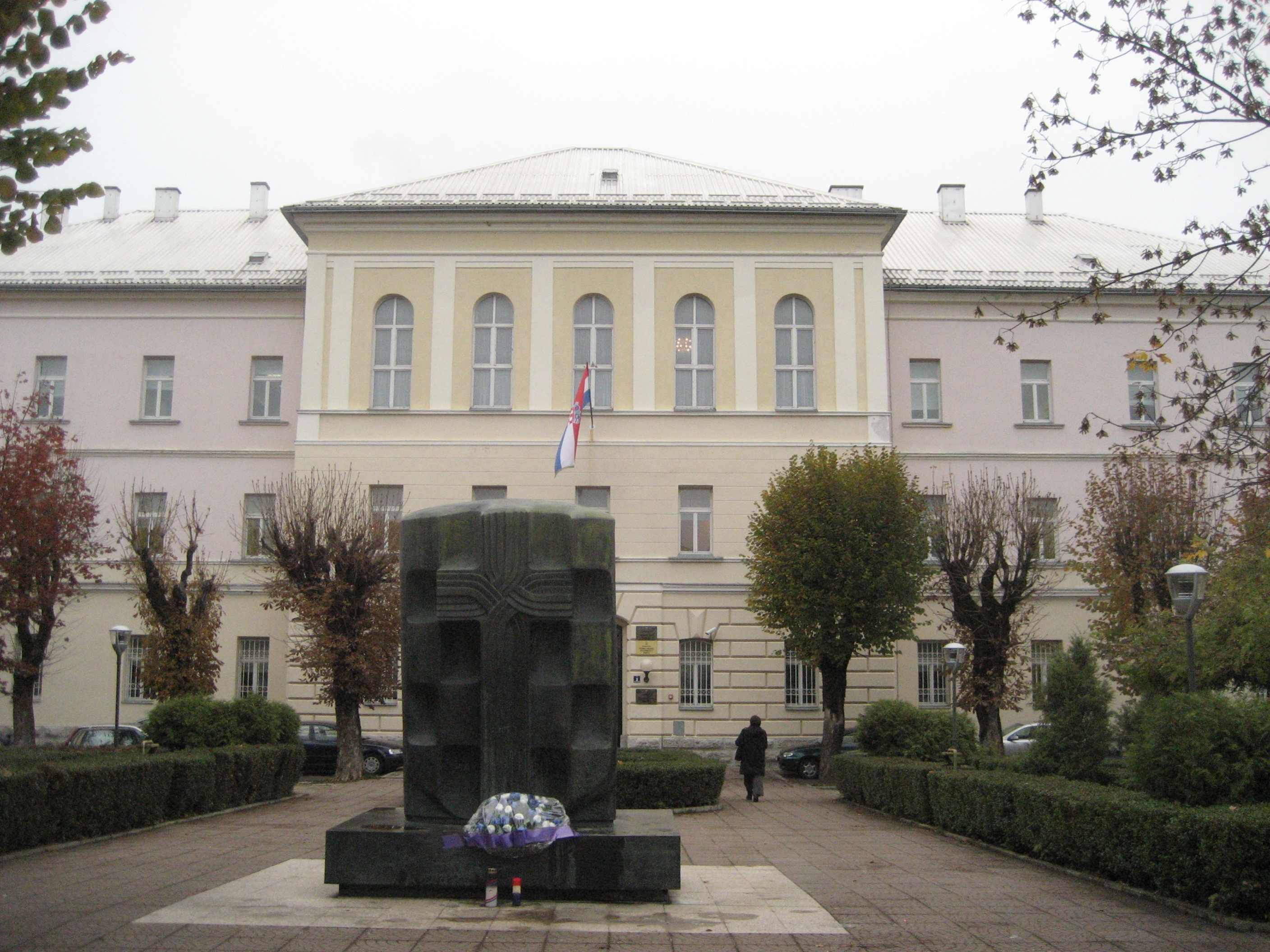
Minnesmärke från kriget 1991-1995
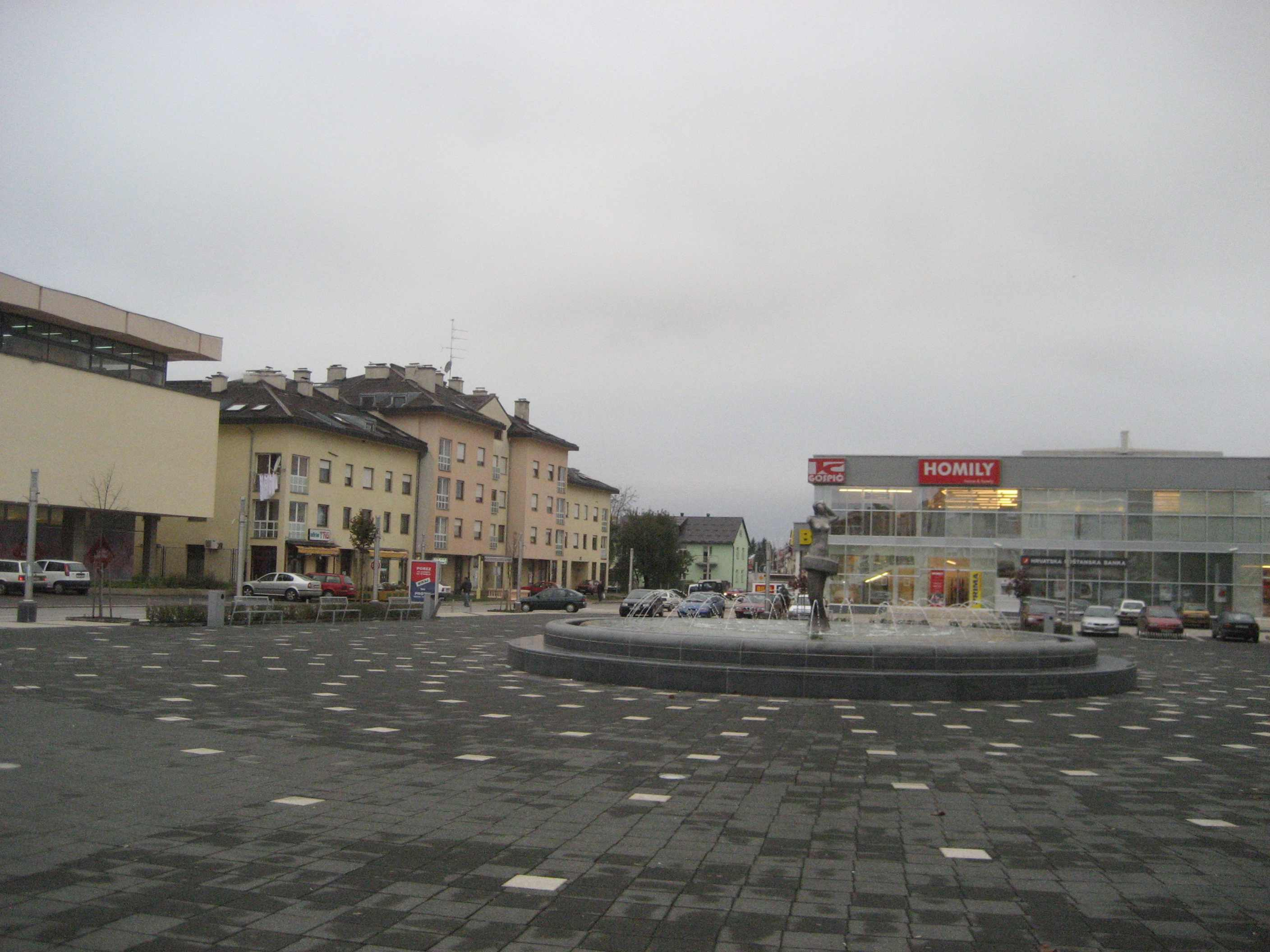
Ante Starčevićplatsen i Gospić
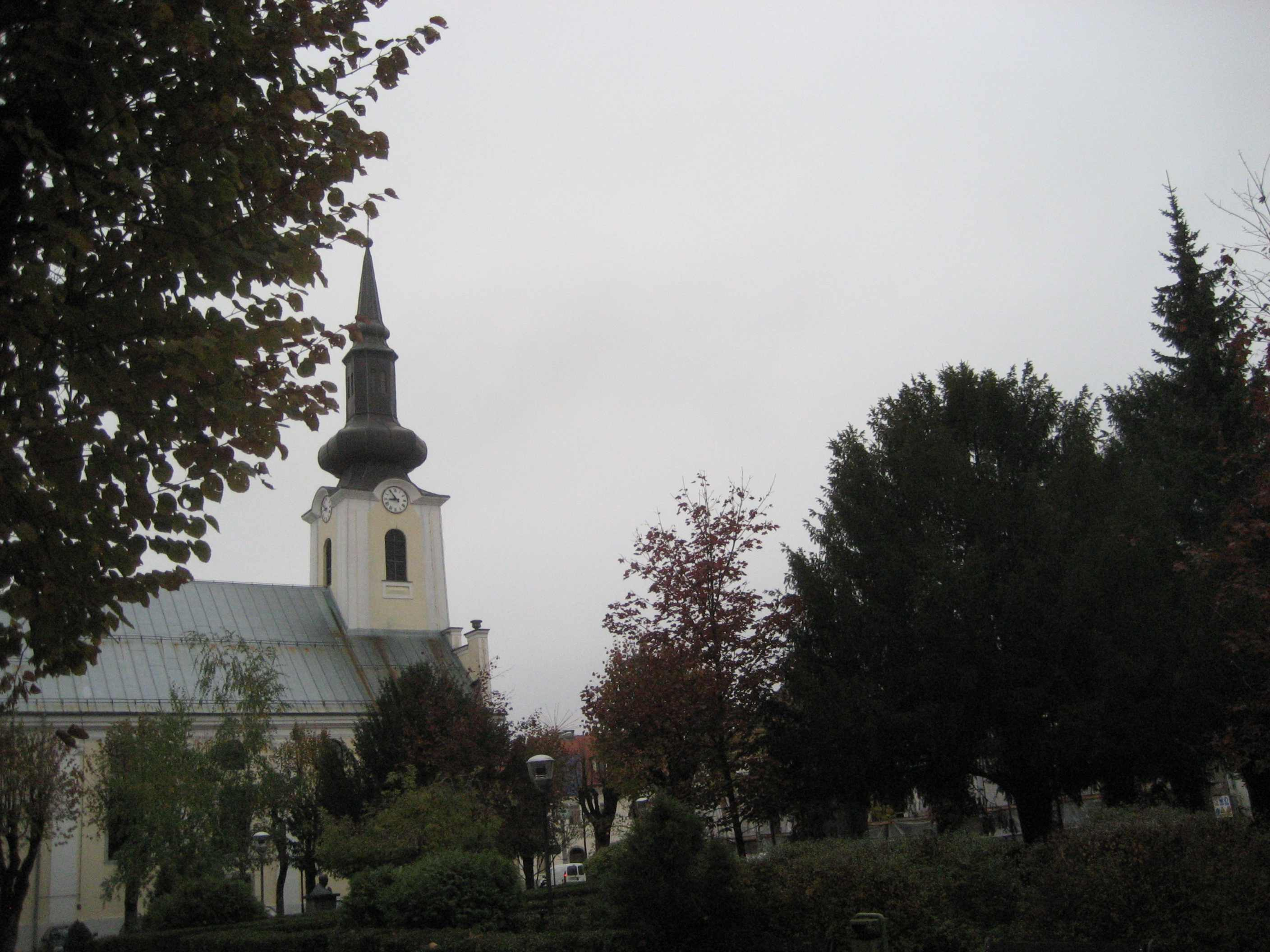
Katedralen i Gospić.
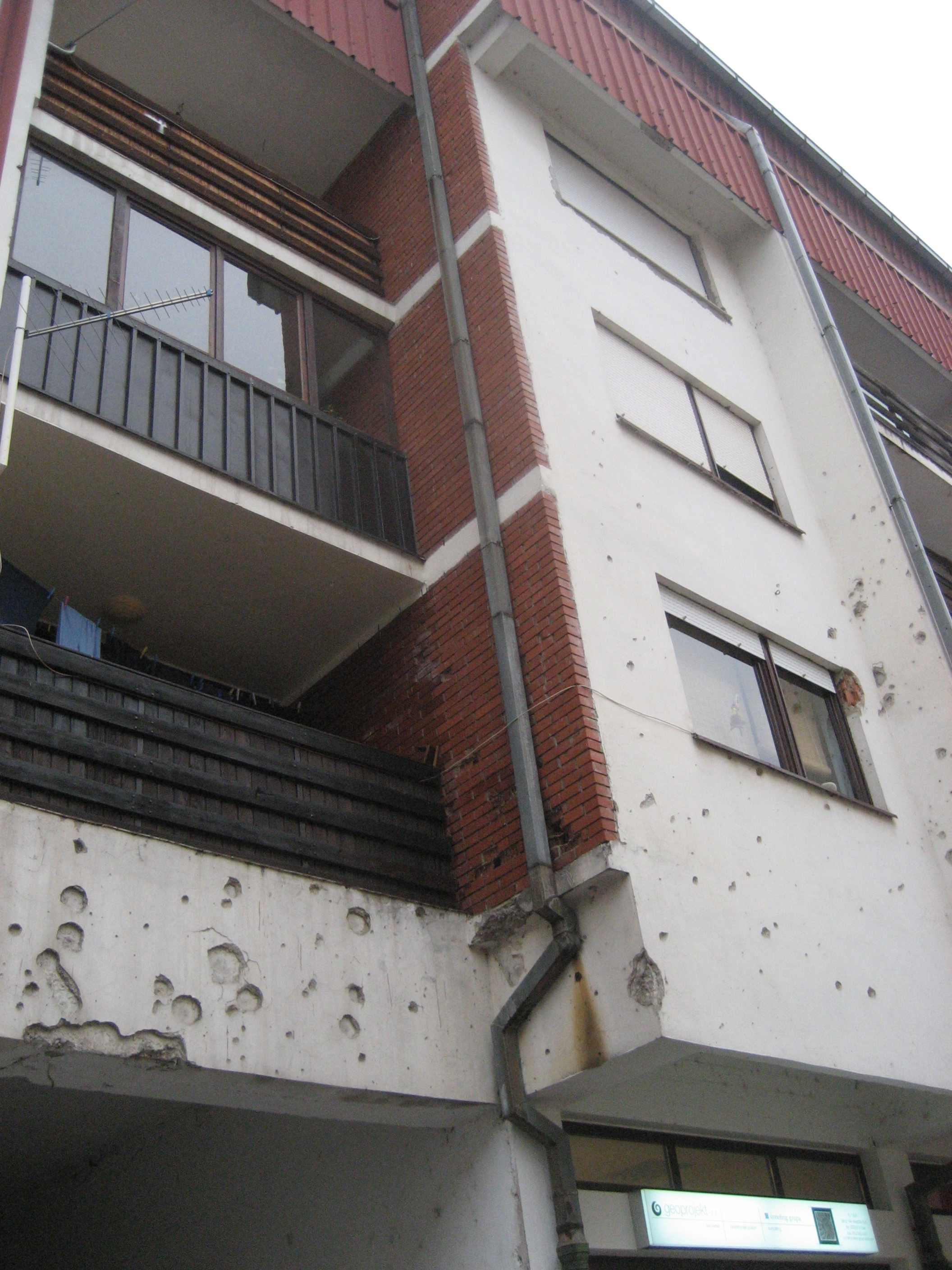
2007 fanns det fortfarande sebara spår från serbisk beskjutning.